# Kamień-Kolonia (powiat opolski)
Kamień-Kolonia – kolonia w Polsce położona w województwie lubelskim, w powiecie opolskim, w gminie Łaziska.
W latach 1975–1998 miejscowość należała administracyjnie do województwa lubelskiego.
Wieś stanowi sołectwo w gminie Łaziska.